# Mya Byrne
Mya Adriene Byrne est une autrice-compositrice-interprète américaine dont la musique, combinant des influences folk, blues et country, s'inscrit principalement dans la veine americana.
Elle est la petite-fille de Philip H. Sechzer, médecin anesthésiste à l'origine de la pompe d'analgésie contrôlée par le patient.

## Carrière
Avec The Ramblers, elle publie son premier album en juin 2008. David Immergluck, du groupe Counting Crows, joue également de la guitare sur cet album. La même année, The Ramblers assure la première partie de Levon Helm, du groupe The Band, au Midnight Ramble, à Woodstock, à New York en juin, puis de nouveau au Woodstock Playhouse en septembre.
En avril 2010, The Ramblers sortent leur deuxième album au Joe's Pub. En septembre de la même année, Mya Byrne joue de la guitare aux côtés de Kent Burnside, le petit-fils de R. L. Burnside, au Buddy Guy's Legends, à Chicago. Ce mois-là, The Ramblers jouent également au Mercury Lounge. Programmé lors du CMJ Music Marathon en octobre 2010, le groupe se fait alors remarquer par le blog The Jazz Lawyer .
En janvier 2012, Mya Byrne est codirectrice, aux côtés de Roger Greenawalt, le fondateur du festival, du Beatles Complete on Ukulele Festival. Le mois suivant, elle est victime d'une hémorragie vocale .En 2014, Mya Byrne figure parmi les 30 artistes/groupes les plus prometteurs de l'année selon The Aquarian Weekly, le magazine consacré à la musique alternative du New Jersey. Elle participe ensuite à la "Battle of the Boroughs" ("Bataille des quartiers") de la radio WNYC, puis se produit sur scène lors des rencontres de la Northeast Regional Folk Alliance. Après avoir fait son coming out trans en mai de cette année, Mya Byrne est interviewée par Sing Out! et la radio WFDU-FM, et l'un de ses poèmes parait sur le site de The Advocate. Depuis, elle écrit de temps à autre des lettres ouvertes sur ce site et celui du Huffington Post,,, et est rédactrice pour le magazine Country Queer. À l'été 2014, elle se produit au Rockwood Music Hall, au Falcon Ridge Folk Festival et au Montclair CenterStage.
En 2015, Mya Byrne est nommée Artiste émergente à l'occasion du Falcon Ridge Folk Festival et se produit sur la scène principale. Cette année-là, elle sort l'album As I Am et, avec Brad Cole, elle remporte le premier prix du Great American Song Contest, dans la catégorie "Folk/Americana", pour leur chanson "I Got a Job at the Church".
En 2016, elle se produit de nouveau à Falcon Ridge, ainsi que sur la scène du Philadelphia Folk Festival. Chain of Rocks, une de ses nouvelles, est par ailleurs publiée dans le numéro de The James Franco Review dirigé par Ryka Aoki. Plusieurs de ses chansons sont également utilisées pour la pièce [Trans]formation, de la compagnie Nothing Wihout a Company, en collaboration avec The Living Canvas.
En 2017, elle joue lors de la San Francisco Trans March et, début 2018, à l'occasion du concours Ms. San Francisco Leather.
En octobre 2021, Mya Byrne compose et enregistre le thème musical du podcast Country Heat Weekly, animé par Kelly Sutton et diffusé sur Amazon Music.
En janvier 2022, elle apparait sur la liste des douze artistes à surveiller cette année établie par Nashville Scene et Country Music Television.
En parallèle de son projet solo, Mya Byrne joue de la basse au sein de The Homobiles, un groupe de queercore basé à San Francisco et emmené par Lynn Breedlove, surtout connu pour avoir joué dans Tribe 8 dans les années 1990. Elle est également membre de la nouvelle mouture de Lavender Country, le premier groupe de country ouvertement queer, selon le Country Music Hall of Fame.